# Prinia verte
Urolais epichlorus
Genre
Espèce
Statut de conservation UICN

 LC  : Préoccupation mineure
La Prinia verte (Urolais epichlorus) est une espèce d'oiseaux de la famille des Cisticolidae, seule représentante du genre Urolais.
Cet oiseau peuple le Grassland (Cameroun) et Bioko.